# Піхви

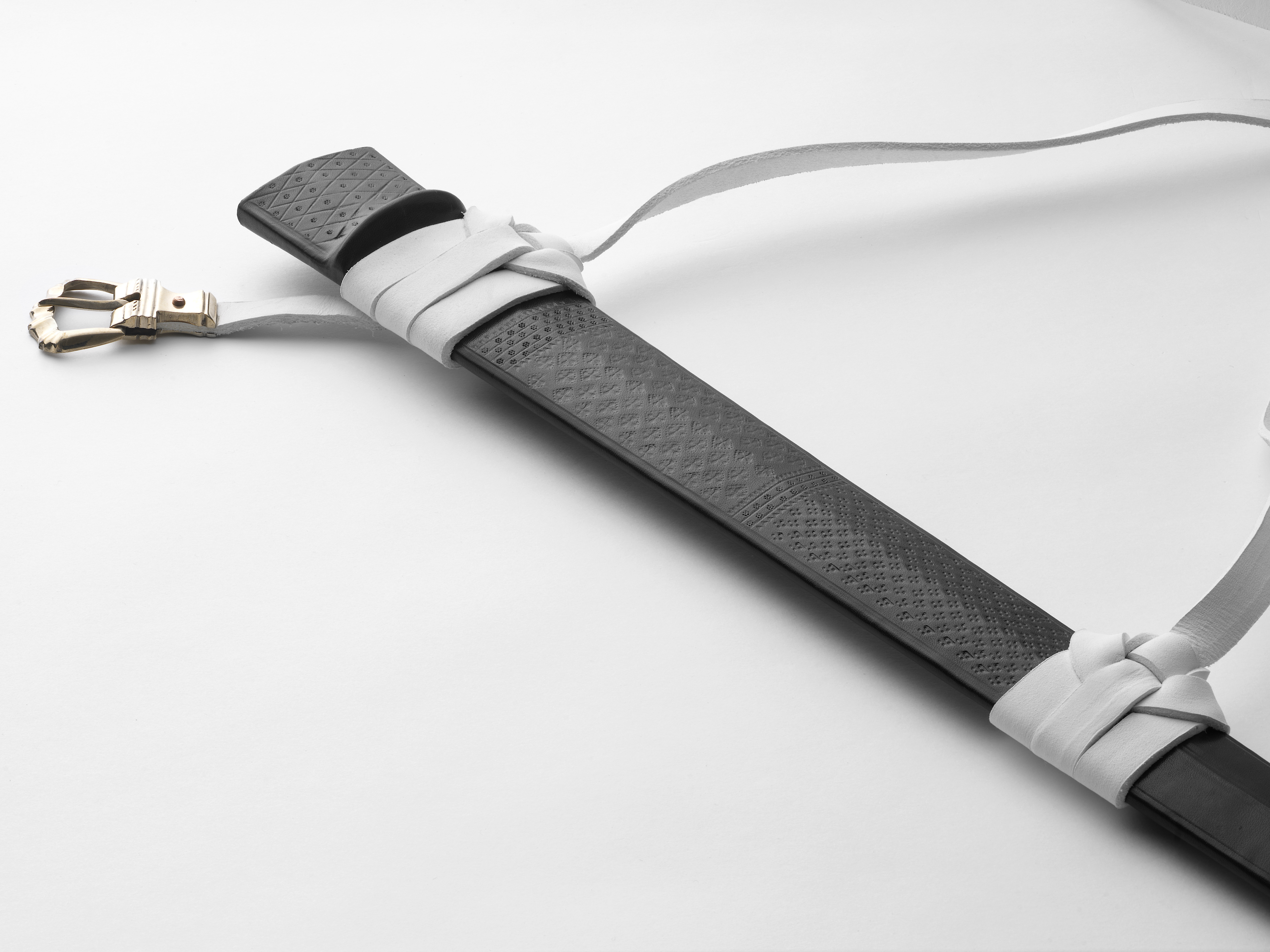
Піхви меча. Сучасна реконструкція

Пі́хви (як застаріле уживається й однина — «піхва») — футляр для клинкової холодної зброї: шаблі, кинджала, меча тощо. Можуть бути шкіряними, дерев'яними, металевими й пластиковими.

## Етимологія
Згідно з одною з гіпотез, слово «піхва» (однина від «піхви») походить від прасл. *pošъva («оболонка», «обшивка»), зв'язаним з дієсловом «пошивати», яке змінилось під впливом «поховати». Звідси також біл. похва («піхви»), пол. pochwa, чеськ. pochva, словац. pošva («піхви»). Пор. також «пішва» («особливий шов для зшивання двох шматків тканини») і «пошивка» («наволочка»). Можливо, що звідси також походять слова «пахва» і «пах».

## Історія

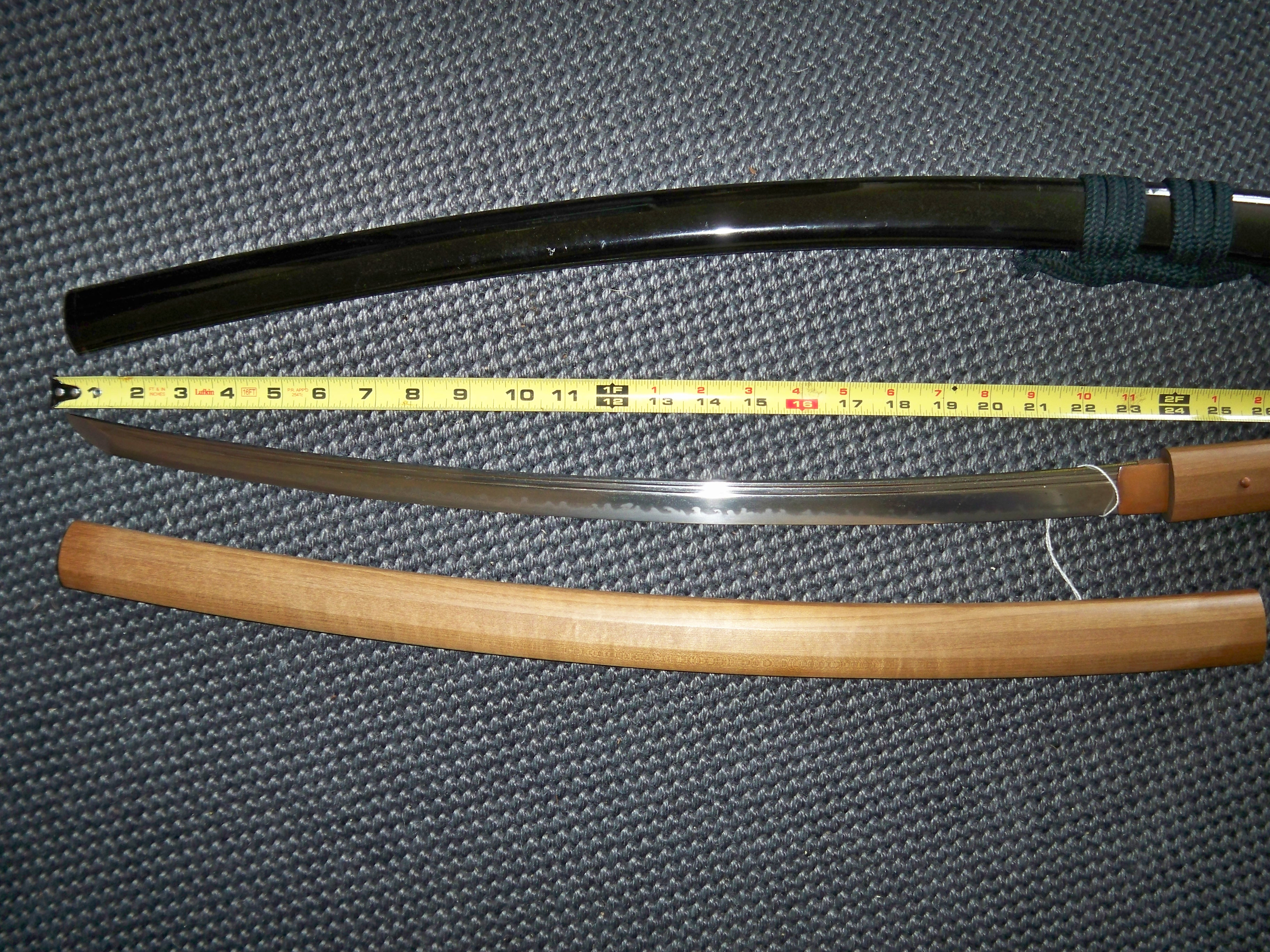
Катана з двома типами піхов-сая: для сірасая (прості дерев'яні) і для кісірае (чорні лаковані)

Давнішим матеріалом для піхов слугувала шкіра: чохол з неї був імпровізованими піхвами. Надалі з'явилися складніші конструкції: з двох дерев'яних дощечок, обтягнутих шкірою. Існували також кістяні та рогові піхви. У XIX ст. набули поширення цільнометалеві піхви. Вони відрізнялися міцністю, проте, сильно тупили лезо. Піхви сучасних бойових та мисливських ножів частіше роблять зі шкіри, пластику, іноді — з цупкої тканини. Піхви для катани (сая) робили у двох екземплярах: неприкрашені для варіанту оформлення сірасая і багатші для кісірае.
Піхви, подібно до інших елементів спорядження воїна, могли бути багато оздоблені, прикрашені інкрустацією, карбуванням, золотими та срібними деталями. Для кріплення піхов до пояса на них передбачені кільця, втім, вони не є невідмінним елементами: так, на піхвах японських мечів їх нема (їх носили застромленими за пояс), у Європі піхви часто їх не мали, просто прив'язували до них ремені спеціальним вузлом. Верхній кінець дерев'яних та шкіряних піхов, з того боку, куди встромляють лезо, зміцнюється захисною облямі́вкою — горлом: щоб вберегти їх від пошкоджень лезом. Посередині до піхов кріпляться обіймиці, споряджені кільцями для кріплення ременів (замість обіймиць з кільцями може бути гак для кріплення піхов безпосередньо до портупеї). Нижній кінець завершується з'єднувальною деталлю — наконечником або бутеро́ллю (від фр. bouterolle). На дорогих піхвах бутеролі роблять з дорогоцінних металів, слонової кістки, прикрашають фігурами. На бутеролі може кріпитися гребінь, що запобігає пошкодженню піхов. Разом елементи металевої оправи (горло, обіймиці з кільцями, бутероль і гребінь) називаються прибором піхов. Для запобігання випадінню клинка горло споряджається запобіжним ремінцем.

## Матеріали
Залежно від матеріалу піхви поділяються на шкіряні, дерев'яні, кістяні (рогові), цільнометалеві, тканинні й пластикові.

### Кістяні (рогові) піхви
Кістяні і рогові піхви є вельми рідкісними.

### Суцільнометалеві піхви
Суцільнометалеві піхви мають низку переваг: міцні, не розсихаються і жоло́бляться. Зі сталі виконані піхви багнетів-ножів до радянської стрілецької зброї, оскільки від них вимагається висока надійність при використанні їх у поєднанні з клинком як ножиць.

### Пластикові
Пластиковими піхвами споряджається більшість сучасних ножів і кинджалів. До їхніх плюсів належать вологостійкість і легкість. Часто пластик формується (відливається) прямо на лезо. Виходить своєрідна «панчоха», яка утримує його настільки щільно, що відпадає необхідність додаткової фіксації. З високоміцного пластику виконані піхви багнета-ножа M7 до M16.

## Галерея

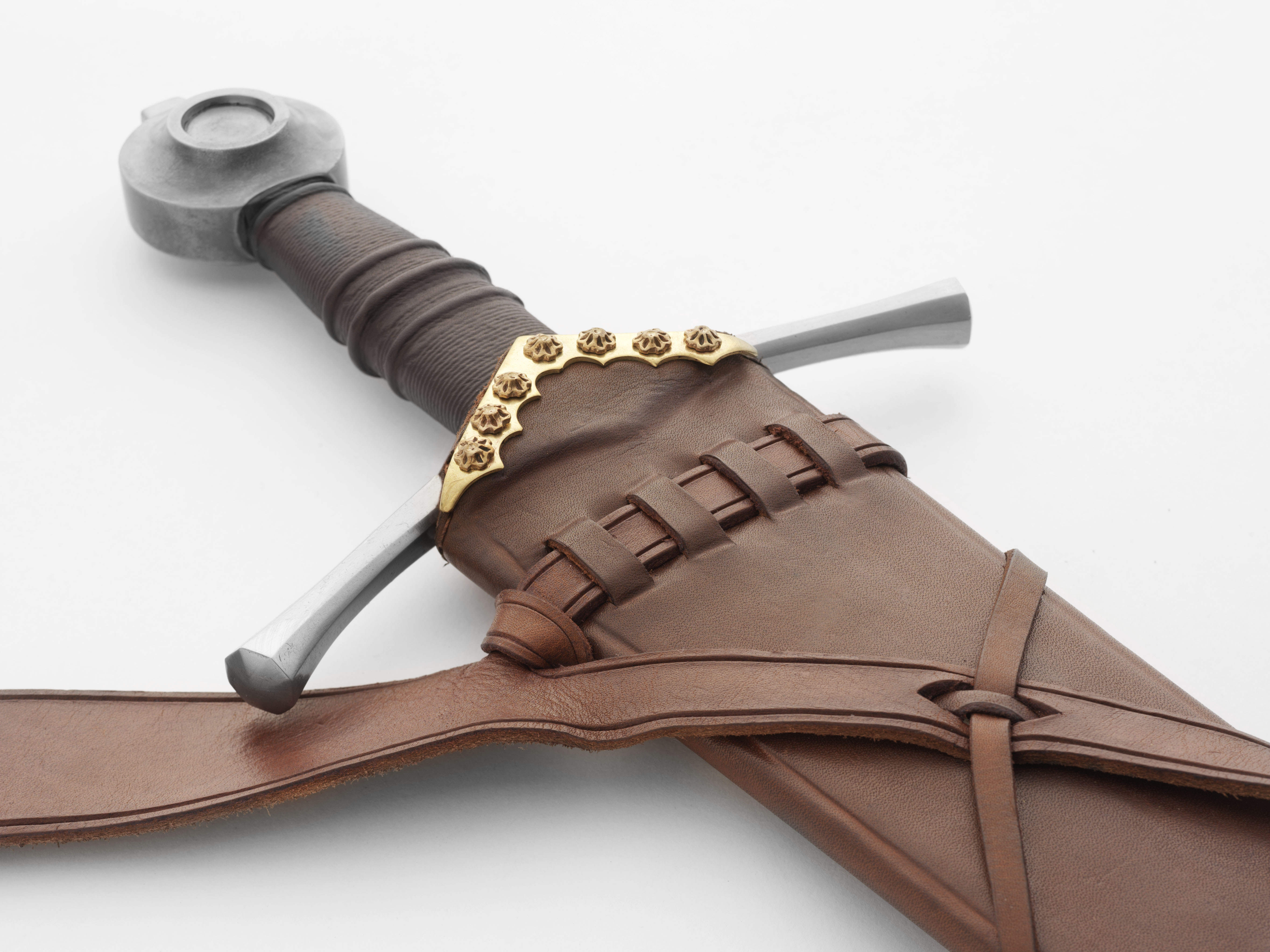
Сучасна реконструкція
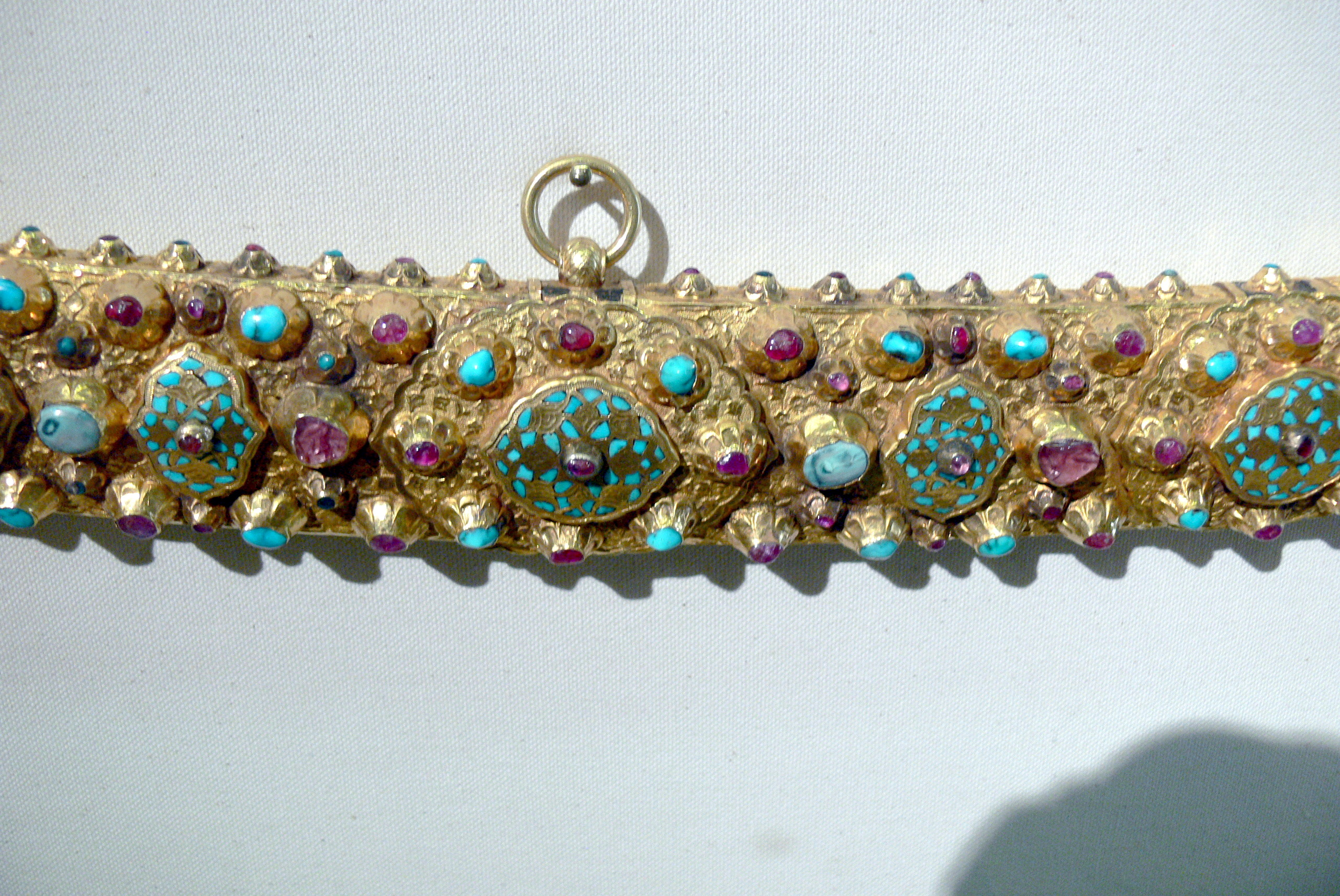
Піхви турецької шаблі. Музей Німецького Ордену у Відні
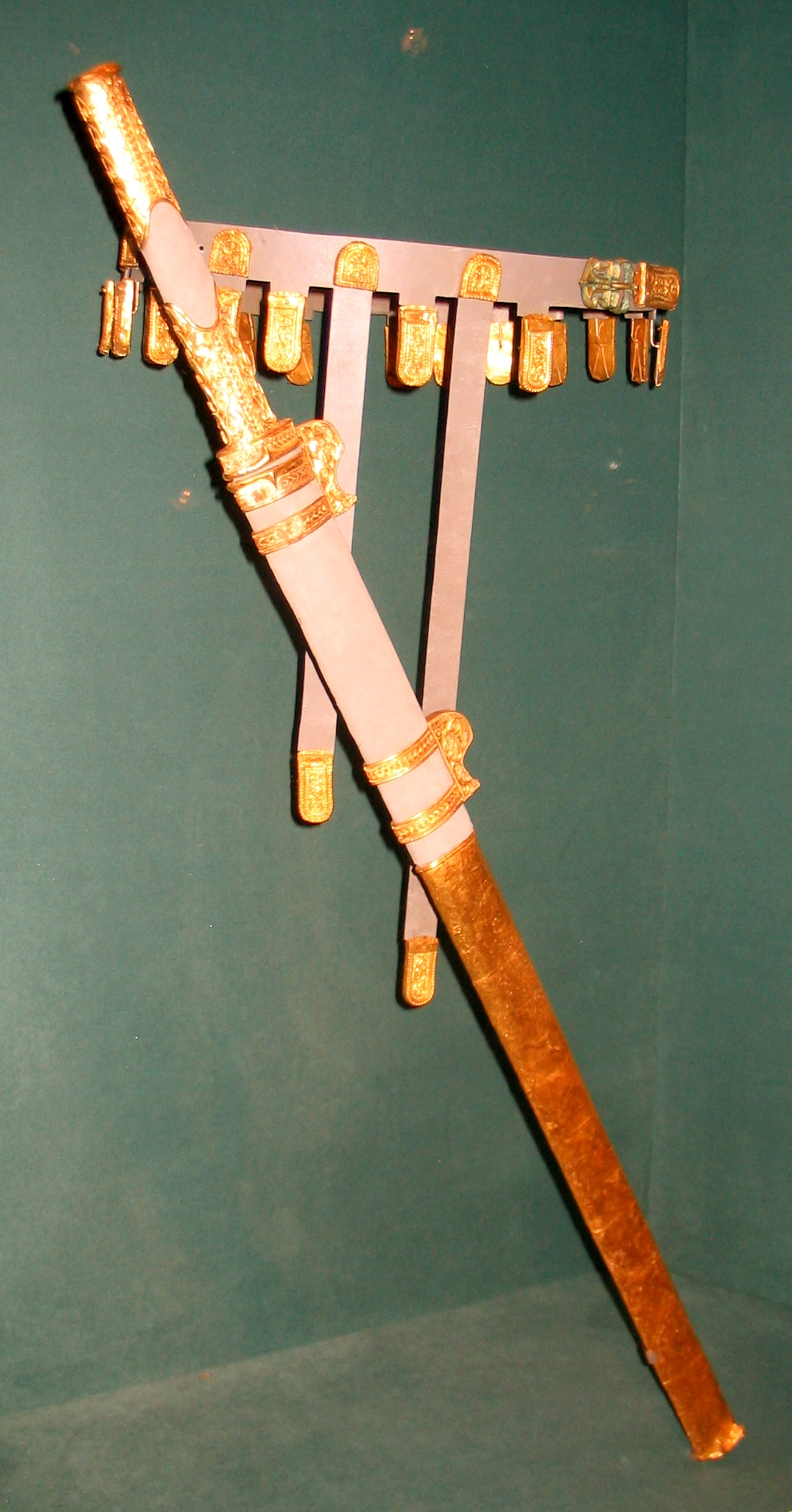
Перський меч у піхвах
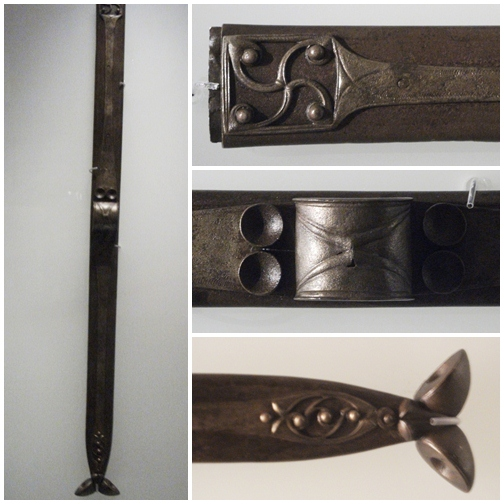
Бронзові піхви початку нашої ери
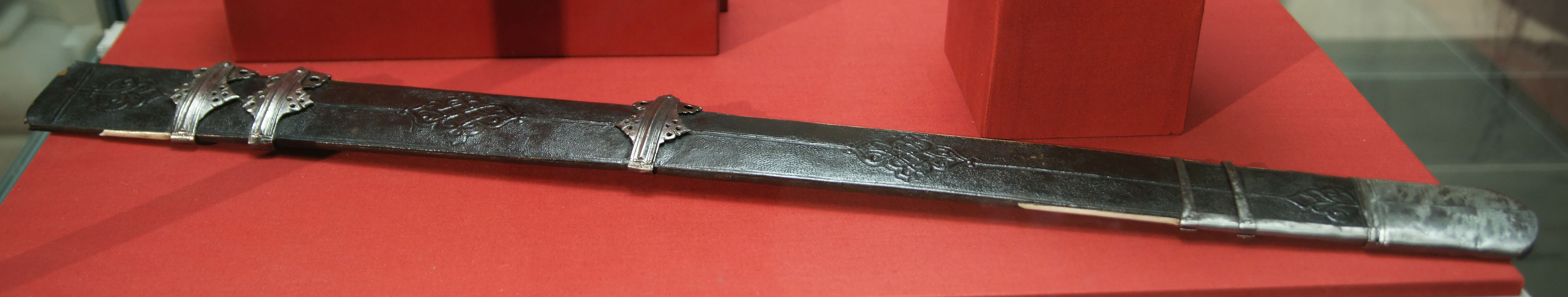
Шкіряні піхви
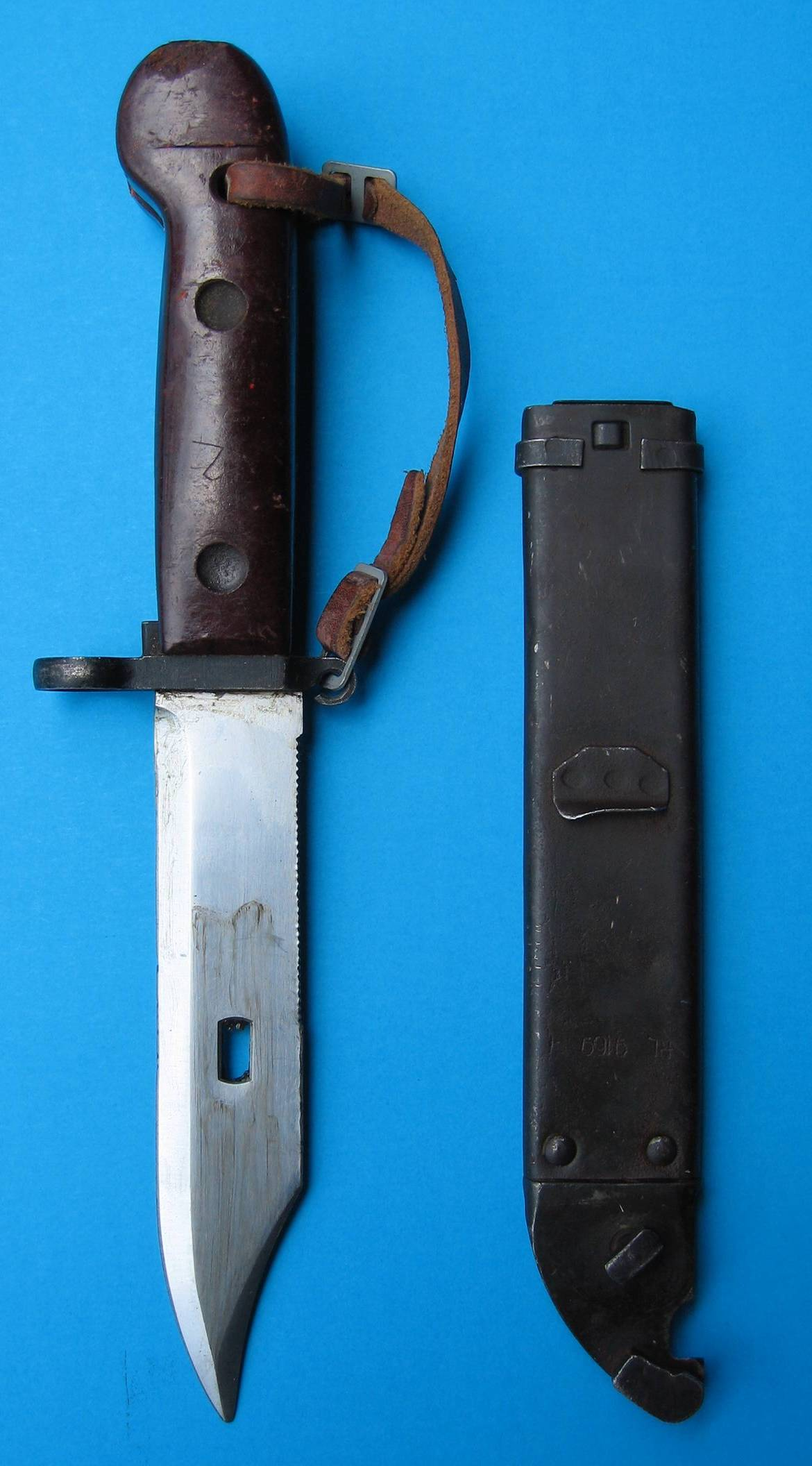
Багнет-ніж АК-47 з піхвами